# Yōichirō Kakitani
Yōichirō Kakitani (柿谷 曜一朗?, Katikani Yōichirō; Osaka, 3 gennaio 1990) è un ex calciatore giapponese, di ruolo attaccante.

## Biografia
Dall'8 dicembre 2016 è sposato con la modella giapponese Manami Marutaka.

## Caratteristiche tecniche
Gioca sia come ala sinistra che come punta centrale, in fase offensiva sa rendersi pericoloso con i suoi buoni assist, con il controllo di palla e il suo tocco raffinato, inoltre la sua prontezza di riflessi gli è d'aiuto nelle sue abilità di realizzatore. Il suo tiro, sia potente che preciso, gli consente di segnare sia calciando dal dischetto che da fuori area. Con la sua velocità di corsa riesce a sfruttare bene i passaggi alti otreppassando la difesa avversaria.

## Carriera

### Club

#### Cerezo Osaka e Tokushima Vortis
Ha firmato il primo contratto professionale a 16 anni. Con la maglia del Cerezo Osaka segna la sua prima rete nell'edizione 2007 della J2 League la seconda divisione del calcio giapponese, con il gol del 1-0 che ha consegnato la vittoria contro il Thespa Kusatsu. Viene ceduto in prestito al Tokushima Vortis, dal 2009 al 2011, segnando la sua prima rete con la maglia della squadra nella vittoria per 2-0 contro lo Yokohama FC, nel suo ultimo anno con il Tokushima Vortis segnerà una doppietta nella vittoria per 4-1 contro il FC Gifu, mancando però la promozione in prima divisione dato che il Consadole Sapporo era in vantaggio di tre punti in classifica a causa delle due ultime sconfitte contro il Fagiano Okayama e il Sagan Tosu.
Nel 2012 tornerà a giocare per il Cerezo Osaka, segnando per la prima volta in J1 League, la massima divisione di calcio giapponese, nel pareggio per 1-1 contro lo Shimizu S-Pulse, inoltre sarà autore della sua prima doppietta in prima divisione nella vittoria per 3-2 contro lo Sagan Tosu. Durante la sua prima Coppa J. League, segnerà una doppietta sia nella vittoria per 3-2 contro il Kawasaki Frontale sia in qualla per 5-0 contro il Sagan Tosu, inoltre segnerà la sua prima rete nella Coppa dell'Imperatore nella sconfitta contro il Gamba Osaka per 2-1 dopo che aveva messo a segno il gol del temporaneo pareggio.
Raggiungerà il suo record nell'edizione 2013 della J1 League con 21 reti, con il suo gol la squadra vincerà di misura per 1-0 contro l'Albirex Niigata, e per ben quattro volte segnerà una doppietta nelle varie vittorie, contro lo Shonan Bellmare per 3-0, contro il Kashiwa Reysol per 3-1, contro l'Omiya Ardija e contro l'Urawa Red Diamonds per 5-2. Nel 2014 parteciperà per la prima volta all'AFC Champions League, segnarà il suo primo gol nel campionato continentale nel pareggio per 1-1 contro il Pohang Steelers, inoltre sarà autore di una rete nella vittoria per 2-1 contro lo Shandong Luneng.

#### Basilea
Nel 2014, firma con il club svizzero del Basilea, giocando nella Super League vincendola, segnando il suo primo gol in campionato nella vittoria contro lo FC Zurigo per 4-1, un altro nella vittoria per 3-1 contro gli Young Boys, e segnerà una rete nel pareggio per 2-2 contro il FC Thun. Segnerà per la prima volta un gol nella Coppa Svizzera nella vittoria per 3-1 contro il FC Wohlen, inoltre sarà autore di una tripletta nella vittoria per 6-1 contro il Fussballclub Münsingen. Giocherà tre partite nella UEFA Champions League, una persa per 4-0 contro il Porto, e due contro il Real Madrid entrambe perse, la prima per 5-1 e la seconda per 1-0.

#### Ritorno al Cerezo Osaka
Ritornerà poi a giocare in Giappone nel Cerezo Osaka, vincendo nel 2017 la Coppa J . League aprendo le marcature nella vittoria in semifinale contro il Gamba Osaka per 2-1 nella partita di ritorno dopo aver pareggiato quella d'andata per 2-2, qualificandosi così in finale vincendo per 2-0 contro il Kawasaki Frontale .Vincerà l'edizione  2017 della Coppa dell'Imperatore segnando un gol nella vittoria per 3-1 in semifinale contro il Vissel Kobe. Giocherà come titolare nella supercoppa giapponese del 2018 dove il Cerezo Osaka vincerà per 3-2 contro il Kawasaki Frontale, Kakitani verrà sostituito nel secondo tempo da Yang Dong-hyen. Giocherà nella AFC Champions League segnando una rete nella vittoria contro il Jeju United per 2-1. Nell'ultimo calmpionato giapponese, con il Cerezo Osaka, segnerà una sola rete, con la quale la squadra cinverà di misura contro il Vissel Kobe per 1-0.

#### Nagoya Grampus
A partire dal 2021 militerà nella squadra del Nagoya Grampus.

### Nazionale
Viene convocato nella nazionale del Giappone Under-17 per giocare nell'edizione 2016 del Coppa d'Asia Under-17, venendo riconosciuto come miglior giocatore del campionato (in tale occasione segnò 4 gol) realizzando una rete nel pareggio per 1-1 contro il Singapore, inoltre ai quarti di finale sarà autore del gol del momentaneo vantaggio contro l'Iran che pareggerà per 1-1, la partita poi verrà vinta ai rigori dal Giappone per 8-7 e Kakitani segnerà uno dei rigori vincenti, inoltre segnerà il gol del 2-0 contro la Siria nella vittoria in semifinale, per poi segnare un'altra rete nella finale vinta per 4-2 contro la Corea del Nord. L'anno seguente, durante i Mondiali Under 17 segna due reti, infatti sarà autore del gol del 3-1 nella vittoria contro Haiti, e uno spettacolare contro la Francia, dalla linea di centrocampo, portando temporaneamente il Giappone in vantaggio anche se poi a causa della rimonta avversaria, la Francia vincerà per 2-1 eliminando il Giappone dal mondiale.
Esordisce nella nazionale maggiore il 21 luglio 2013 venendo convocato per la Coppa dell'Asia orientale segnando il suo primo gol nel pareggio per 3-3 contro la Cina, rivelandosi determinante per la vittoria del campionato, nell'ultima partita segnando la doppietta che permetterà di prevalere per 2-1 contro la Corea del Sud.
Viene convocato in varie partite amichevoli, segnando un gol nella vittoria per 3-2 contro il Belgio inoltre sarà autore della rete del 3-1 prevalendo contro la Costa Rica.
Ha partecipato ai Mondiali in Brasile del 2014, nei quali gioca contro la Costa d'Avorio e la Colombia, senza però segnare. Con il Giappone colleziona 18 presenze e 5 gol.

## Statistiche

### Cronologia presenze e reti in nazionale
| Cronologia completa delle presenze e delle reti in nazionale ― Giappone | Cronologia completa delle presenze e delle reti in nazionale ― Giappone | Cronologia completa delle presenze e delle reti in nazionale ― Giappone | Cronologia completa delle presenze e delle reti in nazionale ― Giappone | Cronologia completa delle presenze e delle reti in nazionale ― Giappone | Cronologia completa delle presenze e delle reti in nazionale ― Giappone | Cronologia completa delle presenze e delle reti in nazionale ― Giappone | Cronologia completa delle presenze e delle reti in nazionale ― Giappone |
| Data                                                                    | Città                                                                   | In casa                                                                 | Risultato                                                               | Ospiti                                                                  | Competizione                                                            | Reti                                                                    | Note                                                                    |
| ----------------------------------------------------------------------- | ----------------------------------------------------------------------- | ----------------------------------------------------------------------- | ----------------------------------------------------------------------- | ----------------------------------------------------------------------- | ----------------------------------------------------------------------- | ----------------------------------------------------------------------- | ----------------------------------------------------------------------- |
| 21-7-2013                                                               | Seul                                                                    | Giappone                                                                | 3 – 3                                                                   | Cina                                                                    | Coppa dell'Asia orientale                                               | 1                                                                       | 87’                                                                     |
| 28-7-2013                                                               | Seul                                                                    | Corea del Sud                                                           | 1 – 2                                                                   | Giappone                                                                | Coppa dell'Asia orientale                                               | 2                                                                       |                                                                         |
| 14-8-2013                                                               | Rifu                                                                    | Giappone                                                                | 2 – 4                                                                   | Uruguay                                                                 | Amichevole                                                              | -                                                                       | 64’                                                                     |
| 10-9-2013                                                               | Saitama                                                                 | Giappone                                                                | 3 – 1                                                                   | Ghana                                                                   | Amichevole                                                              | -                                                                       | 46’                                                                     |
| 6-9-2013                                                                | Osaka                                                                   | Giappone                                                                | 3 – 0                                                                   | Guatemala                                                               | Amichevole                                                              | -                                                                       | 75’                                                                     |
| 11-10-2013                                                              | Novi Sad                                                                | Serbia                                                                  | 2 – 0                                                                   | Giappone                                                                | Amichevole                                                              | -                                                                       | 68’                                                                     |
| 15-10-2013                                                              | Žodzina                                                                 | Bielorussia                                                             | 1 – 0                                                                   | Giappone                                                                | Amichevole                                                              | -                                                                       | 51’                                                                     |
| 16-10-2013                                                              | Genk                                                                    | Paesi Bassi                                                             | 2 – 2                                                                   | Giappone                                                                | Amichevole                                                              | -                                                                       | 73’                                                                     |
| 19-11-2013                                                              | Bruxelles                                                               | Belgio                                                                  | 2 – 3                                                                   | Giappone                                                                | Amichevole                                                              | 1                                                                       | 64’                                                                     |
| 27-5-2014                                                               | Saitama                                                                 | Giappone                                                                | 1 – 0                                                                   | Cipro                                                                   | Amichevole                                                              | -                                                                       | 58’                                                                     |
| 3-6-2014                                                                | Tampa                                                                   | Costa Rica                                                              | 1 – 3                                                                   | Giappone                                                                | Amichevole                                                              | 1                                                                       | 76’                                                                     |
| 7-6-2014                                                                | Tampa                                                                   | Giappone                                                                | 4 – 3                                                                   | Zambia                                                                  | Amichevole                                                              | -                                                                       | 46’                                                                     |
| 14-6-2014                                                               | Recife                                                                  | Costa d'Avorio                                                          | 2 – 1                                                                   | Giappone                                                                | Mondiali 2014 - 1º turno                                                | -                                                                       | 86’                                                                     |
| 24-6-2014                                                               | Cuiaba                                                                  | Giappone                                                                | 1 – 4                                                                   | Colombia                                                                | Mondiali 2014 - 1º turno                                                | -                                                                       | 69’                                                                     |
| 5-9-2014                                                                | Sapporo                                                                 | Giappone                                                                | 0 – 2                                                                   | Uruguay                                                                 | Amichevole                                                              | -                                                                       | 76’                                                                     |
| 9-9-2014                                                                | Yokohama                                                                | Giappone                                                                | 2 – 2                                                                   | Venezuela                                                               | Amichevole                                                              | -                                                                       | 46’                                                                     |
| 10-10-2014                                                              | Niigata                                                                 | Giappone                                                                | 1 – 0                                                                   | Giamaica                                                                | Amichevole                                                              | -                                                                       | 74’                                                                     |
| 14-10-2014                                                              | Singapore                                                               | Giappone                                                                | 0 – 4                                                                   | Brasile                                                                 | Amichevole                                                              | -                                                                       | 77’                                                                     |
| Totale                                                                  |                                                                         | Presenze                                                                | 18                                                                      |                                                                         | Reti                                                                    | 5                                                                       |                                                                         |

## Palmarès

### Club
- Campionato svizzero: 1

Basilea: 2014-2015
- Coppa J. League: 2

Cerezo Osaka: 2017
Nagoya Grampus: 2021
- Coppa dell'Imperatore: 1

Cerezo Osaka: 2017
- Supercoppa del Giappone: 1

Cerezo Osaka: 2018

### Nazionale
- Coppa d'Asia Under-17: 1

2006
- Coppa dell'Asia orientale: 1

2013

### Individuale
- Miglior giocatore alla Coppa d'Asia Under-17 2006: 1
- Squadra del campionato giapponese: 1

2013
- Premio Fair-Play del campionato giapponese: 2

2013, 2017